# Anyone and Everyone
 (octobre 2017).
Albums de Colour Me Wednesday
Spoonboy + Colour Me Wednesday Split
(2014)
Anyone and Everyone est un EP du groupe de pop punk anglais Colour Me Wednesday. Cet ep est sorti sur les plateformes digitales ainsi qu'en CD le 30 mars 2016 et en disque vinyle 45 tours sur les labels Dovetown et Krod Records le 12 juillet 2016. Une version en cassette audio a été sortie sur le label américain Wiener Records. Cet ep a été enregistré à Dovetown Recordings et à Wingrove Farm. Il a été mixé et masterisé par Luke Yates,,.

## Titres
1. Don't Tell Anyone - 03:18
2. Two-Fifty for You Girls - 03:19
3. Horror Story - 01:56
4. In Your Shoes - 03:57

## Musiciennes
- Jennifer Doveton : chanteuse et claviste
- Harriet Doveton : guitariste et chanteuse
- Carmela Pietrangelo : bassiste
- Ben Wingrove : saxophoniste
- Jaca Freer : batteur et percussionniste